# ReAL eSports News
『ReAL eSports News』（リアル・イースポーツ・ニュース）は、テレビ朝日で放送されたeスポーツに特化したスポーツニュース番組・情報番組。

## 概要
地上波および日本のテレビ局として史上初めて、eスポーツ全般を扱う情報番組として、2019年11月16日（同年11月15日深夜）より月に1回、土曜日未明（第3週目の金曜日深夜）に、30分間の番組として放送開始。
2020年春改編により、同年4月6日（4月5日深夜）からは、毎週月曜日の0:45 - 0:59（JST、日曜日深夜）枠で、放送時間は従来の放送時間より14分になったものの、週1回のレギュラー放送に昇格。同時に一部系列局での放送を開始した。
2020年10月改編で、同月5日より放送時間を30分枠に戻し、月曜日の0:25 - 0:55に変更。同時に新たなレギュラー出演者として平岩康佑が加わる。但し同月5日と12日のみ、『サンデーステーション』に替わる日曜最終便のニュース『ANNニュース』を0:25 - 0:30に放送のため、5分繰り下げ・1分短縮の0:30 - 0:59での放送となる。
2022年4月改編で、同年4月25日（24日深夜）より0:25 - 0:30枠で『満たされメシ』を放送開始のため、5分繰り下げ・1分短縮の0:30 - 0:59に変更。
2022年10月改編により、同年9月26日（25日深夜）で終了。

## 出演者

### メインキャスター
- 山里亮太（南海キャンディーズ）[1][2][3]

### サブキャスター
- 平岩康佑（2020年10月から）[4]
- 並木万里菜（テレビ朝日アナウンサー）[1][2][3]

## ネット局

### 月1回放送
| 放送対象地域 | 放送局           | 系列           | 放送時間                        | 放送期間                       | 備考       |
| ------------ | ---------------- | -------------- | ------------------------------- | ------------------------------ | ---------- |
| 関東広域圏   | テレビ朝日（EX） | テレビ朝日系列 | 土曜 2:50 - 3:20（第3金曜深夜） | 2019年11月16日 - 2020年3月21日 | 番組制作局 |

### レギュラー放送
| 放送対象地域 | 放送局                | 系列            | 放送時間                     | 放送期間                       | 備考       |
| ------------ | --------------------- | --------------- | ---------------------------- | ------------------------------ | ---------- |
| 関東広域圏   | テレビ朝日（EX）      | テレビ 朝日系列 | 月曜 0:30 - 0:59（日曜深夜） | 2020年4月6日 - 2022年9月26日   | 番組制作局 |
| 宮城県       | 東日本放送（KHB）     | テレビ 朝日系列 | 月曜 0:30 - 0:59（日曜深夜） | 2020年4月6日 - 2022年9月26日   | 同時ネット |
| 秋田県       | 秋田朝日放送（AAB）   | テレビ 朝日系列 | 月曜 0:30 - 0:59（日曜深夜） | 2020年4月6日 - 2022年9月26日   | 同時ネット |
| 青森県       | 青森朝日放送（ABA）   | テレビ 朝日系列 | 月曜 0:30 - 0:59（日曜深夜） | 2020年10月12日 - 2022年9月26日 | 同時ネット |
| 新潟県       | 新潟テレビ21（UX）    | テレビ 朝日系列 | 月曜 0:30 - 0:59（日曜深夜） | 2021年4月5日 - 2022年9月26日   | 同時ネット |
| 大分県       | 大分朝日放送（OAB）   | テレビ 朝日系列 | 月曜 0:30 - 0:59（日曜深夜） | 2021年4月5日 - 2022年9月26日   | 同時ネット |
| 鹿児島県     | 鹿児島放送（KKB）     | テレビ 朝日系列 | 月曜 0:30 - 0:59（日曜深夜） | 2021年4月5日 - 2022年9月26日   | 同時ネット |
| 沖縄県       | 琉球朝日放送（QAB）   | テレビ 朝日系列 | 月曜 0:30 - 0:59（日曜深夜） | 2021年4月5日 - 2022年9月26日   | 同時ネット |
| 岩手県       | 岩手朝日テレビ（IAT） | テレビ 朝日系列 | 火曜 1:20 - 1:50（月曜深夜） | 2021年4月5日 - 2022年9月26日   | 遅れネット |

### 過去のネット局
- 瀬戸内海放送（KSB） - 2020年4月6日 - 2022年4月11日

## ネット配信
「TVer」「GYAO!」「ABEMA」で、地上波放送終了後に最新回が無料で視聴可能。毎週月曜（日曜深夜）更新。